# 湯浅将宗
湯浅 将宗（ゆあさ すけむね/まさむね）は、戦国時代から江戸時代初期にかけての武将。備後国世羅郡伊尾村の尾首山城を本拠とした国人で、毛利氏に属する。

## 出自
将宗が生まれた湯浅氏は、紀伊国在田郡湯浅荘を名字の地とし、将宗の曽祖父である湯浅煕宗の代に備後国世羅郡伊尾村の尾首山城を本拠とした。
初めは備後国で勢力を有した国人である山内氏に接近していたと見られているが、将宗の伯父で養父でもある湯浅元宗の代に安芸国の戦国大名である毛利元就に属した。

## 生涯

### 前半生
備後国世羅郡伊尾村の尾首山城を本拠とした国人・湯浅氏の一門である湯浅盛宗の嫡男として生まれ、父・盛宗の兄で湯浅氏当主であった湯浅元宗の養子となる。
湯浅氏と備後国世羅郡甲山の今高野山城を本拠とした国人である上原氏は所領が隣接しており、両者は親密な間柄であったことから、将宗の諱の「将」の字は上原氏当主の上原豊将、または、豊将の子である上原元将の偏諱である可能性がある。
永禄10年（1567年）、嫡男の元重（後の長井元重）が生まれる。
元亀4年（1573年）1月15日、毛利輝元から「治部大輔」の官途名を与えられる。
天正3年（1575年）5月22日、将宗が備中国に赴いて数日逗留し、猿掛城の普請に従事した事について穂井田元清から報告を受けた毛利輝元は、将宗の働きについて「まことに御入魂の至り、畏み入り候」と称賛している。

### 織田氏との戦い
天正4年（1576年）2月、織田信長に京都から追放されていた将軍・足利義昭が毛利領内にある備後国沼隈郡の鞆に下向したことで、織田信長が毛利氏に疑心を抱いて毛利氏と織田氏との境目に軍を進めることを懸念した毛利輝元は、もし織田軍が攻めてきたら将宗も出陣するように命じるので万が一の事態に備えて将宗もその準備を進めるよう命じている。
天正5年（1577年）1月に毛利輝元は織田軍と戦うために2月に自ら出陣することを決定したが、2月までに出陣準備が完了しなかったことで足利義昭の督促を受け、急遽新たに3月16日を出陣の期日と定め、2月8日には将宗にも軍勢の準備に尽力するよう命じている。
さらに輝元は同年3月6日に、播磨国の織田方勢力が信長の紀伊攻めに従軍する隙を突いて備前国の宇喜多直家に播磨国への出陣を命じたことを将宗に報じて、将宗が毛利軍の先鋒として東へ出陣することを命じ、3月16日に将宗が備中国都窪郡幸山に着陣すれば検使を派遣して更なる指令を与えることを伝え、小早川隆景と相談して事に当たるように命じた。
同年3月20日に宇喜多直家が播磨国へ出陣し、3月22日には織田方の赤松広秀の竜野城攻略のための援軍派遣を小早川隆景に求めてきた。そこで隆景は将宗を宇喜多直家の援軍として派遣することを決定し、将宗に備中国小田郡小田・高越に着陣するように命じた。毛利軍の応援を受けた宇喜多軍が優勢に事を進めたため、輝元は将宗の養父である元宗にも出陣の準備を命じている。
同年7月1日、足利義昭から東上の依頼を受けて備後国三原へ出陣した毛利輝元が将宗に対し、辛労が続いているが急ぎ出陣することが肝心で油断してはならない、出陣の期日については重ねて連絡すると伝えている。さらに閏7月12日に輝元は、将宗に播磨国竜野への出陣を命じた件について閏7月20日に備中国笠岡に出張して小早川隆景と相談することは祝着であると伝えている。
また、同年7月には織田氏との抗争における必要性により、毛利氏は三好方から毛利方に転向した讃岐元吉城主・三好長安への援軍として児玉就英、冷泉元満、村上元吉、乃美宗勝、井上春忠らを派遣し、元吉城の普請等にあたらせたが、閏7月20日早朝から長尾氏、羽床氏、安富氏、香西氏、田村氏、三好安芸守ら三好方の讃岐惣国衆が元吉城を攻撃したため、乃美宗勝、児玉就英、井上春忠、村上元吉らの水軍が元吉城の向かいにある摺臼山に急行し、元吉城下における合戦で三好軍に勝利した（元吉合戦）。元吉城の包囲は解けたが、長尾氏と羽床氏は元吉城から1里の距離にある城をそれぞれ有しており、なおも元吉城を窺っていたため、輝元は8月に穂井田元清に福原元俊や将宗を副えた援軍を讃岐国に派遣した。
同年11月23日、毛利輝元が将宗に書状を送り、讃岐国に渡海してからの将宗の働きについて労っている。
同年12月上旬までに毛利氏は三好氏と講和したため、将宗を含む毛利軍は讃岐国から帰還したが、12月28日に吉川元春、小早川隆景、福原貞俊、口羽通良は将宗に対し美作国への出陣を命じ、讃岐国での長い在陣の直後で辛労が続いているが、今美作国に出兵しなければ因幡国と美作国の戦線が崩壊する恐れがあるため山陽側と山陰側の毛利軍が一丸として美作国を平定することとなったので、将宗も尽力するなら本望であると伝えている。
天正6年（1578年）1月4日、小早川隆景が湯浅元宗と将宗に宛てて新年の挨拶を述べ、吉田郡山城に赴いて相談した結果美作国へ出陣することに決まったと輝元から報せがあり、前年も長期の在陣で辛労が続いているが当春の馳走も肝要であると伝えている。また、毛利輝元、吉川元春、小早川隆景は15、6日には必ず出陣するので支度をするようにとも命じている。
同年11月20日、毛利輝元が将宗に書状を送り、摂津国の荒木村重が人質を出して織田方から毛利方に寝返ったことを報じ、将宗も摂津方面へ出陣するならば本望の至りであり、委細は追々伝えるので内々に準備するよう命じている。
同年12月23日、毛利輝元の意向を受けて吉川元春、小早川隆景、福原貞俊、口羽通良は、荒木村重に加勢するために備中国の細川通董ら諸将を東上させて、追々輝元も出陣することを決定したので、翌年の天正7年（1579年）1月16日に将宗も出陣するように伝え、打ち続く辛労は際限が無いが期限に相違無く尽力することを依頼した。また、同日に毛利輝元から備中国において30貫の地を与えられた。
天正8年（1580年）3月、毛利輝元は美作国の祝山城救援を援護するために別軍を備前国西南部に派遣しており、3月13日に日幡城の上原元将、加茂城の桂広繁・上山元忠・生石治家、松島城の梨羽景運の兵が備前国津高郡の辛川に進軍し、将宗、長井親房、栗原右衛門、庭瀬城の桂景信らの兵は辛川の南方1里半に位置する今保に出陣した。しかし、辛川に進軍した毛利軍は宇喜多軍に撃退されている。
同年3月22日、備中岩山城への将宗の在番について内々に上原元将を通じて進言を受けた小早川隆景が輝元と相談した結果、将宗に備中岩山城への在番が命じられ、備中国と美作国の内で30貫の地を与えることを約束された。

### 上原元将の離反
天正10年（1582年）になると毛利氏と織田氏の戦いの主戦場は備中国と備前国の境目地域となり、将宗はその最前線に位置する備中岩山城に引き続き在番して城の守りについていた。
同年4月13日、羽柴秀吉の軍勢が今保川を渡って備中国に進攻を開始したが、将宗らが在番する岩山城を通過して北上し、林重真や松田孫次郎が在番する冠山城と乃美景興が守る宮路山城を攻撃。4月25日には冠山城が陥落し、5月2日には宮路山城も陥落した。
織田氏との戦いが続く中で毛利方を不利と見た日幡城の上原元将は羽柴秀吉の調略を受けて4月24日以前に毛利氏からの離反を決意し、同年5月には織田方に降伏した。上原氏と湯浅氏は所領が隣接して親密な間柄であったため、上原元将から将宗へ織田方への誘いの書状が送られたが、将宗は即座に毛利氏から派遣されて岩山城に在城していた検使の長井就安にその書状を見せ、別心を抱いていないことを表した。
次いで、将宗は岩崎山に在陣する吉川元春と小早川隆景に急使を派遣して上原元将の離反を報告すると共に自らの進退についての指示を仰ぎ、長井就安には岩崎山に派遣した急使が帰還するまで岩山城からの退城を待つように言ったが、長井就安は上原氏が離反した以上それに同意する衆も多数いることが予想され、岩山城で地下人の一揆が起こった場合は退路を失うことになるので今のうちに退城した方が良いと重ねて主張したため、将宗はその意見を容れて共に岩山城から退城した。
さらに将宗は岡景忠と林就長に宛てて上原元将の書状を受け取ってからの経緯説明と弁明の書状を送っており、もし上原元将に同心しているのなら寝返りを促す書状を見せたりはしないこと、該当の書状に上原氏と湯浅氏が内々に申し合わせていたという記述が無く、寝返りの誘いに同意することを求める内容であったことを挙げて弁明し、もし不審に思う点があれば直接尋ねてほしいと述べている。そのうえ、6月4日に羽柴秀吉との和睦が成立しているため上原氏の方にも確認ができると述べると共に、理不尽なことで困惑しているので小早川隆景を頼むほかないと伝えて取り成しを依頼している。また、6月20日にも将宗の言い分のあらましを記した書状を送り、「とかく貴殿様の御意頼み奉り候」と伝えている。
将宗からの報告を受けた吉川元春と小早川隆景は直ちに楢崎元兼に備中国と備後国の兵を率いさせて上原元将が守る日幡城を攻め落としたため、上原元将は城を脱出して羽柴秀吉の下へ逃亡した。
また、同年6月5日に毛利輝元の命を受けた奉行の国司元武が輝元の袖判が記された制札を出すことを将宗に伝え、実際に翌6月6日に国司元武によって湯浅領における濫妨狼藉や竹木採用を禁止する制札が出されている。
同年8月3日に毛利輝元から将宗のもとに急使が派遣され、伯耆国で杉原景盛が兄の杉原元盛を殺害して以来無道な企てをしているとして、毛利輝元と吉川元春に従って夜を継いで伯耆国へ出陣することを命じられた。しかし、8月15日までに伯耆国の情勢が落着したため、輝元は続いて伊予国へ渡海するように将宗に命じ、間もなく台風の季節になるので一日も早く渡海することが大切だと伝えている。
同年9月8日、毛利輝元が将宗に書状を送り、先日命じた伊予国への渡海について誠に辛労ながら将宗の馳走に預かれれば本望であると述べ、9月20日に乗船することが肝要であるので、委細は使者からの口上で伝えるとしている。

### 四国攻め
天正12年（1584年）7月12日、毛利輝元が将宗に書状を送り、8月16日に将宗が河野通直の援軍として伊予国に渡海することについて喜ばしいと伝えている。
天正13年（1585年）4月中旬、豊臣秀吉の四国攻めにおける毛利軍の伊予出兵が決定したため、毛利輝元は東航中の警固船を全て帰還させた。輝元はこのことを4月17日に将宗に報じ、毛利氏領国全体を挙げての出兵であるため将宗にも尽力を求めると共に、伊予渡海に関する相談のために家臣を1人派遣することを求めた。将宗は直ちに家臣1人を派遣し、5月1日に輝元は、伊予渡海に関する相談の委細は派遣されてきた湯浅氏家臣に口頭で申し含めたので、その意を得て油断なく準備することが大切であると将宗に伝えている。
その後、豊臣軍が阿波国と讃岐国に渡海する期日が5月25日に決まったため、毛利軍は5月20日に伊予国へ渡海することとなり、輝元は5月9日に将宗に毛利軍の渡海予定日を伝えると共に一刻たりとも延期することの無いように命じて、共に出陣する小早川隆景とよく相談しすることが肝要であると伝えた。
しかし、毛利軍は準備に手間取ったために出兵予定日を5月26日に延期したが、秀吉の病によりさらに延期となり、快癒した秀吉は改めて6月11日を出兵予定日として定めた。毛利輝元は6月8日に将宗に書状を送って秀吉の出兵予定を伝え、毛利軍も6月16日に全て乗船を申し付けるためそれまでに到着することが肝要であると命じている。
最終的に毛利軍は豊臣軍と呼応して、小早川隆景の軍を先鋒として6月27日に備後国御調郡三原を出陣した。伊予国に上陸した毛利軍は戦闘準備を整えて新居郡に入り、7月14日に金子元宅が守る高尾城と長宗我部氏の援兵が籠もる丸山城を包囲し、丸山城は即日陥落させた。続いて7月17日の亥の刻には高尾城も攻め落とし、金子元宅を討ち取っている。この時の戦いで将宗は武功を挙げて軍忠状を提出し、毛利輝元は志道元辰を使者として将宗に両種を与えている。
また、同年に三男の就重（後の長井就重）が生まれている。

### 豊臣政権下
天正14年（1586年）8月9日、毛利輝元から、九州平定のために秀吉の軍の出兵が決まり、毛利氏ら中国衆の検使として黒田孝高が派遣されることになったので、以前申し渡していた具足数について確実に務めを果たすことが肝要であると命じられる。
同年12月2日、豊前松山城に在番していた仁保元豊が黒田孝高に呼び出されることになったため、代わりに将宗が豊前松山城に在番することを小早川隆景から命じられた。また、隆景は小早川秀包に副え置いていた兵を返し、翌日に見張り番の詰所に1人派遣してすぐに引き渡すと伝えている。
天正15年（1587年）、毛利輝元の使者として将宗が日向国に続いて肥後国隈本にも赴いたことについて、小早川隆景は同年12月8日に大儀なことが続いているがお越しになることが肝要であり、委細は小早川秀包と粟屋四郎兵衛尉を通じて伝えるとしている。
天正16年（1588年）4月10日に豊臣秀吉の推薦により毛利輝元が参議に任じられ、朝廷や秀吉への礼参のために輝元が上洛することとなった。5月には肥後国人一揆が落ち着いたため、筑前国博多に在陣していた輝元は5月25日に将宗に宛てて書状を送り、上洛にあたって相談すべきことがあるので早々に分別の士を一両人派遣するように命じている。
同年6月26日、毛利輝元は将宗に対し、6月28日に備中国に出発して輝元が上洛している間の備中松山城の在番を命じた。これで上洛の準備を完了させた輝元は、7月7日に吉田郡山城を出発して上洛の途についた。
同年8月11日、上洛中の輝元が備中松山城に在番中の将宗に書状を送り、聚楽第内における諸大名の屋敷作りの美麗さは言語に絶するものがあり、秀吉から毛利氏の在洛中の屋敷地を聚楽第内に与えられて新たに屋敷を建築することとなったので、各将の分限に応じて課役を配分することにしたが、国家のためであるので早速調整を進めるようにと命じている。
天正17年（1589年）5月3日、周防国都濃郡で行われた検地に基づいて、周防国都濃郡内の将宗の所領が55石3斗余と定められ、打渡状の通り領知することを毛利輝元に認められた。
同年7月17日、毛利輝元は京の大仏殿造営に用いる材木曳に尽力している将宗に対し、同年4月15日から穂井田元清と二宮就辰を普請奉行として開始していた広島城の築城における堀奉行に任じ、普請奉行の穂井田元清と相談して事にあたるよう命じている。将宗は前年に聚楽第内の毛利氏屋敷建築の手伝いを行っていたことから、聚楽第を模して築城を行っている広島城の堀奉行が適任であると輝元が判断したと考えられている。
天正18年（1590年）2月4日、毛利輝元から「越中守」の受領名を与えられた。
天正19年（1591年）9月25日、穂井田元清、福原広俊、渡辺長、林就長、佐世元嘉、二宮就辰、内藤元栄、安国寺恵瓊の連名で、備後国世羅郡伊尾村の391石1斗7升3合の所領を安堵される。
同年10月18日、上洛して豊臣秀吉の外征計画への協力を命じられていた毛利輝元は、在国していた将宗の嫡男・元重（後の長井元重）や多賀九左衛門らに対し、翌年2月中旬に予定されている秀吉の朝鮮渡海は天下が一丸となって事にあたるべき出来事であるため尽力が肝要であると伝え、翌10月19日には穂井田元清、渡辺長、安国寺恵瓊が嫡男・元重に対し、朝鮮渡海の人員について100石あたり4両と定められたので人数相当の船を油断なく用意するようにと伝えている。
天正20年（1592年）2月8日に安芸国に帰国した毛利輝元は、肥前国の名護屋城に下向する豊臣秀吉が毛利領内を通る際の宿所、道路、橋梁などを整備するために麾下の諸将に領地賦として人員の徴発を命じているが、将宗に対しても2月10日に書状を送って、2月16日に人員を派遣するように命じられたので急遽各所に申し入れていると伝え、将宗も期限を間違えることなく広島に到着して人員を揃えるように命じている。なお、秀吉が到着するまで輝元は広島に滞在するが、その後で直ぐに下向する旨も伝えている。
同年5月10日、安国寺恵瓊から文禄の役で朝鮮半島への渡海予定日が6月2日に決まったことと、折懸の幟の上下を白くして中黒に各家の思い思いの紋を入れ、鉄砲衆には具足を着せないことを伝えられる。

### 晩年
文禄2年（1593年）5月4日に文禄の役に従軍していた毛利氏家臣・長井元保が朝鮮において戦死したため、将宗の嫡男・元重が長井元保の父である長井就安の娘と婚姻し、婿養子として長井氏の家督を相続した。それに伴い、次男の就宗が嫡男となった。
文禄4年（1595年）9月10日、門田元貞から将宗の所領である備後国世羅郡伊尾村の検地の結果を伝えられ、田数87町6段大30歩で米382石5斗6升、畠数13町4段小20歩で米8石6斗1升3合、屋敷や寺は123ヶ所と定められる。
慶長5年（1600年）の関ヶ原の戦い後に毛利氏が長門国と周防国の2ヶ国に減封されると、将宗ら湯浅氏もそれに従って周防国佐波郡切畑村に移り住んだ。
没年は不明。次男の湯浅就宗が家督を相続した。